# Pilagoro

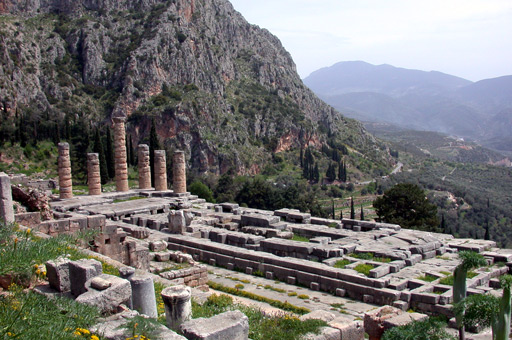
Resti del tempio di Apollo a Delfi

Un pilagoro, all'interno del Consiglio Anfizionico della Anfizionia Delfico-Pilaica, era un osservatore esterno delle comunità greche non partecipanti all'anfizionia; aveva compiti di controllo e di garanzia sull'equità delle decisioni dal consiglio, formato dagli ieromnemoni, delegati all'anfizionia in numero di due per comunità.